# متحف تشايكوفسكي

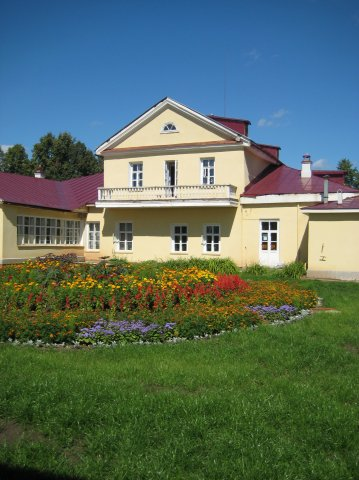
متحف تشايكوفسكي في فوتكينسك

متحف الولاية تشايكوفسكي (بالروسية: Музей-усадьба П.И. Чайковского)‏، المعروف باسم متحف تشايكوفسكي ، هو متحف في بلدة فوتكنسك ، أودمورتيا ، روسيا ، مكرس للملحن بيوتر إيليتش تشايكوفسكي ، الذي قضى طفولته المبكرة هناك.
يحتوي المتحف على البيانو الذي استخدمه تشايكوفسكي وكذلك المهد الذي ولد فيه ، والعاب طفولته وغيرها من الأثاث. يمكن الوصول إلى هذا المتحف في فوتكينسك بالحافلة من إيجيفسك .

## روابط خارجية
- متاحف متحف PI Tchaikovsky (الإنجليزية)
- Музей-усадьба П. И. Чайковского / Museum Estate of PI Tchaikovsky (الروسية)
- Муниципальное образование Город Воткинск، официальный сайт / Votkinsk Official Site Museum Estate of PI Tchaikovsky (الروسية)
- Wikimapia Pyotr Tchaikovsky مسقط رأس ونصب تذكاري